# Azotobacter
În microbiologie, azotobacter este o bacterie aerobă din grupul microorganismelor fixatoare de azot, capabilă să utilizeze în nutriția sa azotul atmosferic, îmbogățind astfel solul cu acest element.